# 将棋棋士の獲得タイトル数ランキング
将棋棋士による獲得タイトル数のランキング（しょうぎきしによるかくとくタイトルすうのランキング）を以下に示す。
本項目の獲得タイトル数とは、タイトル戦の獲得期数と一般棋戦の優勝回数を合計した公式戦優勝回数である。この合算した数をタイトル数と表現するのは、将棋界ではなじみが薄いが、囲碁界でよく見られる。本項目はタイトル戦のみの数字ではないことに注意が必要である。
なお、非公式戦の優勝回数は含めていない。非公式戦含めた通算優勝回数の最多記録は、羽生善治の153回である。
- 2023年11月25日現在、色付きは現役棋士。

| 順位 | 棋士名     | 獲得タイトル数 |
| ---- | ---------- | -------------- |
| 1    | 羽生善治   | 145            |
| 2    | 大山康晴   | 124            |
| 3    | 中原誠     | 92             |
| 4    | 谷川浩司   | 49             |
| 5    | 渡辺明     | 42             |
| 6    | 藤井聡太   | 40             |
| 7    | 米長邦雄   | 35             |
| 8    | 加藤一二三 | 31             |
| 9    | 森内俊之   | 25             |
| 9    | 佐藤康光   | 25             |